# Kilosaari (ö i Södra Savolax, Nyslott, lat 62,51, long 28,70)
Kilosaari är en ö i Finland. Den ligger i sjön Suuri Humalajärvi och i kommunen Heinävesi i den ekonomiska regionen  Nyslotts ekonomiska region  och landskapet Södra Savolax, i den sydöstra delen av landet, 300 km nordost om huvudstaden Helsingfors. Öns area är 1,3 hektar och dess största längd är 190 meter i nord-sydlig riktning.